# Penarredonda
Penarredonda es una aldea española situada en la parroquia de Belesar, del municipio de Villalba, en la provincia de Lugo, Galicia.

## Demografía
| Gráfica de evolución demográfica de Penarredonda entre 2000 y 2019 |
|                                                                    |
| Datos según el nomenclátor publicado por el INE.                   |